# Lucija Mlinar
Lucija Mlinar (* 6. Mai 1995 in Zagreb) ist eine kroatische Volleyballspielerin.

## Karriere
Mlinar begann ihre Karriere 2010 bei HAOK Mladost Zagreb. Mit dem Verein gewann sie 2014 das Double aus Pokal und Meisterschaft. Anschließend wechselte die Außenangreiferin zum Schweizer Erstligisten Sm’Aesch Pfeffingen. In der Saison 2015/16 spielte sie wieder in Zagreb und wurde erneut Pokalsiegerin. In der folgenden Saison war sie in Belgien bei Charleroi Volley aktiv. 2017 nahm sie mit der kroatischen Nationalmannschaft am World Grand Prix und an der Europameisterschaft teil. Danach ging sie zum ungarischen Verein Békéscsabai RSE. 2018 gewann sie mit dem Verein den MEVZA Cup und die ungarische Meisterschaft. Bei der EM 2019 erreichte sie mit Kroatien das Achtelfinale. Anschließend wechselte sie zum deutschen Bundesligisten Dresdner SC. 2020 gewann Mlinar mit Dresden den DVV-Pokal und wechselte anschließend nach Italien zu Bartoccini Fortinfissi Perugia.